# Unión Nacional Española (partido)
La Unión Nacional Española (UNE) nació en 1975 como asociación política. Entre sus promotores destacaban importantes exdirigentes del carlismo que reconocieron el nombramiento de Juan Carlos I como príncipe y sucesor de Franco a título de rey: Antonio María de Oriol, Juan María de Araluce, José Luis Zamanillo o José María Valiente. Sus promotores ante el Registro de Asociaciones Políticas en 1976 fueron Ricardo Larrainzar Yoldi y Carlos Arauz de Robles. Su presidente fue el exministro franquista Gonzalo Fernández de la Mora y uno de sus vicepresidentes el diplomático José María Velo de Antelo.
El origen de la UNE se remonta al 10 de junio de 1974, durante un homenaje a Víctor Pradera y Ramiro de Maeztu organizado por jóvenes tradicionalistas, en el que colaboraron José María Oriol, Raimundo Fernández Cuesta, Gonzalo Fernández de la Mora, Eugenio Vegas Latapié, Francisco José Fernández de la Cigoña y Velo de Antelo, entre otros. Durante el mismo, Fernández de la Mora pronunció un discurso titulado «Bandera que se mantiene», defendiendo una unión institucional en torno a los «principios del 18 de julio» y las figuras de Pradera, Maeztu y José Antonio como superadoras del marxismo y la democracia liberal.
En 1975 José María Valiente, en nombre de UNE, afirmaba que «nuestro criterio es el de no volver a la democracia en que no fue posible la paz y que provocó la guerra civil». Según Manuel Martorell, varios de los fundadores de la organización estuvieron implicados en la llamada «Operación Reconquista», relacionada con los sucesos de Montejurra.
En noviembre de 1977, tras una tumultuosa asamblea, los dirigentes Zamanillo y Velo de Antelo, junto con Roberto Bayod Pallarés y otros, encabezaron una escisión que abandonó el partido con motivo de la permanencia en Alianza Popular, a la que pertenecía desde su constitución en 1976. La UNE, dirigida por Fernández de la Mora y Miguel Fagoaga como secretario general, abandonó Alianza Popular el 6 de noviembre de 1978 por su apoyo a la Constitución española de 1978. Poco después formó junto al grupo dirigido por Federico Silva Muñoz la coalición Derecha Democrática Española, que acabó por transformarse en partido en diciembre de 1979.
Fue el partido que eligieron Mariano Rajoy o Loyola de Palacio para iniciarse en política.